# Gelbsaum-Drückerfisch
Der Gelbsaum-Drückerfisch (Pseudobalistes flavimarginatus) ist eine Art der Familie der Drückerfische (Balistidae).
Er lebt im Roten Meer und im Indopazifik von der Küste Ostafrikas bis Südafrika, Japan, Samoa und Tuamotu in Tiefen von 1 bis 50 Metern. Er bevorzugt Lagunen, Riffkanäle und Riffterrassen.
Gelbsaum-Drückerfische leben als Paar oder als Einzelgänger. Sie laichen das ganze Jahr über, meist jedoch im November/Dezember und von März bis Mai. Sie bauen große Mulden mit bis zu zwei Metern Durchmesser und 70 Zentimeter Tiefe in den Boden aus Sand oder Korallenbruch, in die das Weibchen ca. 400.000 bis 500.000 Eier legt. Der etwa faustgroße Eiballen wird von den Eltern mit Korallenästen beschwert. Die Weibchen bewachen das Nest bis zum Schlupf der Fischlarven. Der Gelbsaum-Drückerfisch wird 60 Zentimeter lang.
Die Fische fressen die Spitzen ästiger Steinkorallen, die sie mit ihrem kräftigen Gebiss abbeißen können, Weichtiere, Krebstiere, Foraminiferen, Manteltiere und Seeigel.